# 特格里希

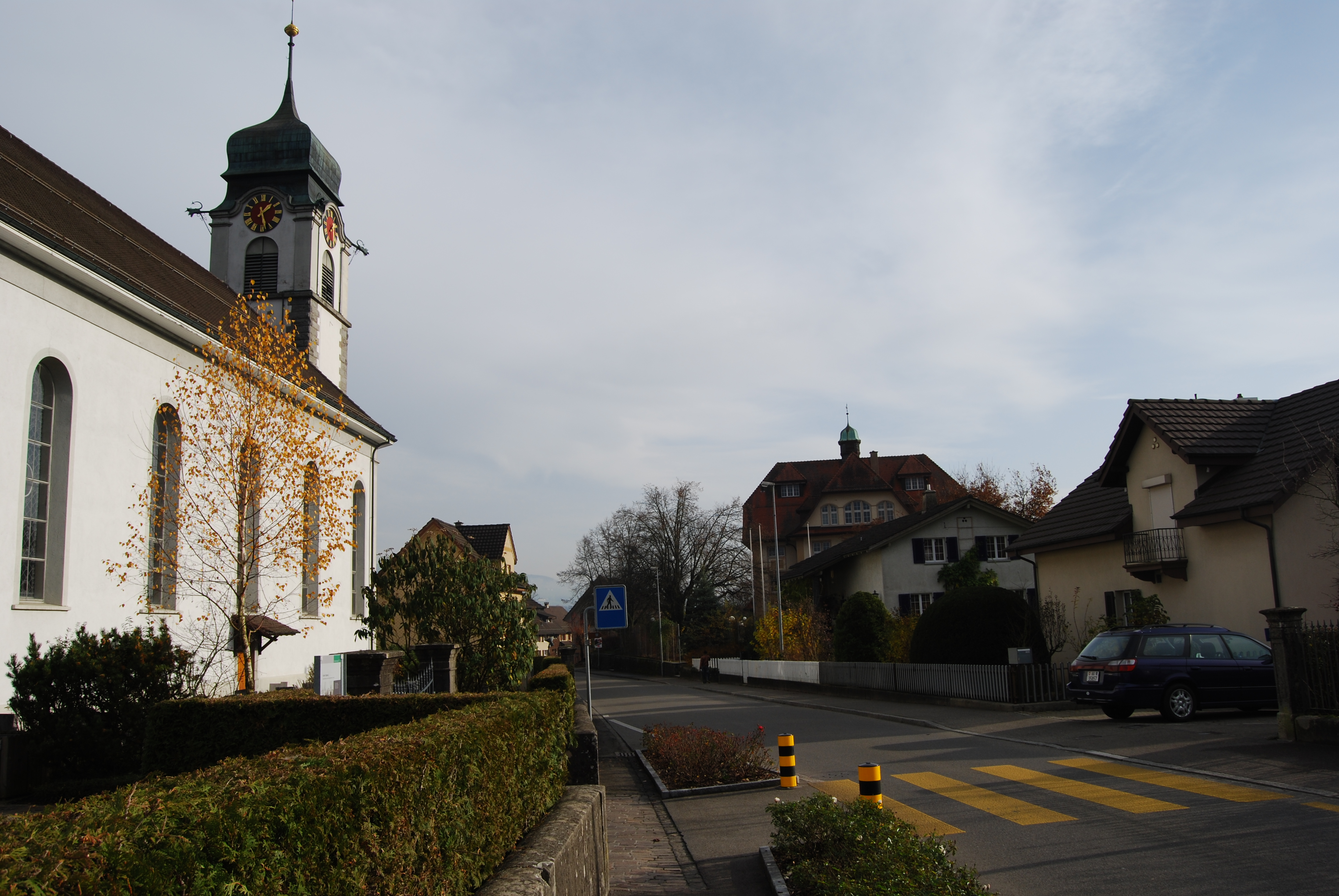

特格里希是瑞士的城鎮，位於該國北部，由阿爾高州負責管轄，面積3.29平方公里，海拔高度396米，2012年人口1,362，五成半人口信奉羅馬天主教，人口密度每平方公里414人。